# Синьорелли, Лука
Лука Синьорелли  (итал. Luca Signorelli; 1450, Кортона — 16 октября 1523, Кортона) — итальянский живописец раннего Возрождения умбрийской школы. Его настоящее имя: Лука д’Эджидио ди Вентура.

## Биография
Родился и умер в Кортоне (Тоскана), в связи с чем в некоторых источниках художника называют Лука из Кортоны. Он был единственным сыном Джилио (или Эгидио) ди Луки ди Анджело ди маэстро Вентура (Gilio, o Egidio, di Luca di Angelo di maestro Ventura) и Бартоломеи ди Доменико ди Шиффо. Его отец и его предки были художниками в Кортоне в течение нескольких поколений.
Лука Синьорелли учился в Ареццо в мастерской Пьеро делла Франческа, как свидетельствовали Лука Пачоли и, позднее, Джорджо Вазари. Испытал также влияние Антонио Поллайоло в особенностях передачи анатомии человека и движений фигур. Работал во многих городах Средней Италии, при дворах Лоренцо Медичи во Флоренции и Федериго да Монтефельтро в Урбино. Около 1470 года он женился на Галлиции ди Пьеро Карнесекки, от которой у него было четверо детей: Антонио, Феличия, Томмазо и Габриэлла.
В течение своей жизни Синьорелли вёл активную деятельность на службе администрации Кортоны. 6 сентября 1479 года он был избран в Совет восемнадцати (Consiglio dei Diciotto), и с тех пор он двенадцать раз занимал должность приора между 1480 и 1523 годами, десять раз избирался в Совет восемнадцати и двенадцать раз в Генеральный совет. В 1512 году он был назначен послом Кортоны во Флоренции.
Лука работал в Марке, недалеко от Урбино, который в то время был одним из важных центров художественной жизни. Между 1477 и 1480 годами Синьорелли отправился в Лорето, где расписывал сакристию в Святилище Святого Дома (Santa Casa). В 1481—1482 годах Синьорелли принимал участие в росписях Сикстинской капеллы в Ватикане (сначала в качестве помощника Перуджино), написав совместно с Бартоломео делла Гатта фреску «Смерть и завещание Моисея». В Сикстинской капелле Синьорелли работал в одно время с Перуджино, влияние которого историки искусства отмечают во фресках Синьорелли, выполненных для святилища в Лорето, а также в алтаре Святого Онуфрия (Pala di Sant’Onofrio) для собора Перуджи (1484).
Синьорелли часто бывал во Флоренции, в 1490 году написал для Лоренцо Великолепного картину «Воспитание Пана» (картина погибла в Берлине во время Второй мировой войны) и тондо «Мадонна с Младенцем» (Уффици).
в Читта-ди-Кастелло (Умбрия) художник, ставший почётным гражданином города в 1488 году, работал и постоянно проживал в последние годы пятнадцатого века. В 1497 году он был приглашён для росписи монастыря аббатства Монте Оливето Маджоре, недалеко от Ашано (Тоскана), аббатом и генералом ордена Оливетов фра Доменико Айрольди. Тема росписей: «История святого Бенедикта». Синьорелли успел расписать северную сторону с восемью люнетами, прежде чем оставить работу, чтобы посвятить себя самому важному заказу в Орвието. С 1505 года росписи завершал Содома.
5 апреля 1499 года Синьорелли подписал контракт на завершение отделки сводов «Новой капеллы» (итал. Cappella Nuova, позднее известной как Капелла Мадонны ди Сан-Брицио) в соборе Орвието, начатой Фра Беато Анджелико и его помощниками (включая Беноццо Гоццоли) в 1447 году.
Последние годы жизни художник провёл в родном городе, возглавляя собственную мастерскую с большим количеством учеников.

## Творчество. Росписи капеллы Мадонны ди Сан-Брицио
Лука Синьорелли известен главным образом благодаря впечатляющим росписям в Капелле Мадонны ди Сан-Брицио собора в Орвието, отличающимся «религиозной глубиной и драматизмом в сочетании с натурализмом в изображении отдельных фигур». Фрески капеллы — один из выдающихся циклов на тему Апокалипсиса — отражают особенности сложного перехода от эстетики Высокого Возрождения к холодному и вторичному стилю маньеризма XVI века. Тем не менее, согласно источникам, Микеланджело вдохновлялся этим произведением, создавая свой «Страшный суд» в Сикстинской капелле в Ватикане.
Новую капеллу (итал. Cappella Nuova), или Капеллу Мадонны ди Сан-Брицио, образует южная часть трансепта собора. Капелла отстроена в 1408—1444 годах. Створки железных кованых ворот отгораживают её от остальной части собора. В 1622 году капеллу посвятили Святому Брицио, одному из первых епископов Сполето и Фолиньо, который крестил жителей Орвието. Легенда гласит, что он оставил им алтарный образ Мадонны (Madonna della Tavola): Мадонны на троне с Младенцем и ангелами. Эта картина написана анонимным мастером конца XIII века из Орвието.
Оформление капеллы фресками в 1447 году начали Фра Беато Анджелико и Беноццо Гоццоли с композиций: «Христос перед Пилатом» и «Ангелы и Пророки». В 1499—1504 годах эту работу завершил Лука Синьорелли. В левом нижнем углу фрески восточной стены он изобразил себя рядом с фра Анджелико.
В 1499 году Синьорелли добавил сцены с хором апостолов, учителей церкви, мучеников, дев и патриархов. Его работа понравилась попечителям собора, и ему поручили написать фрески в четырёх больших люнетах стен капеллы. Работы начались в 1500 году и были завершены в 1503 году (в 1502 году был перерыв из-за нехватки средств.) Эти фрески в капелле считаются самой сложной и впечатляющей работой Синьорелли. Цикл фресок об Апокалипсисе и Страшном суде начинается с «Проповеди антихриста», продолжается бурными эпизодами композиции «Апокалипсиса», затем следует «Воскресение во плоти». Четвёртая сцена представляет собой пугающее изображение «Проклятых в аду». На стене за алтарём Синьорелли изобразил слева «Избранных, идущих в Рай», а справа «Нечестивцев, гонимых в ад».
Фрески, созданные Синьорелли, производят странное и неожиданное впечатление. Написанные в относительно позднее время, они демонстрируют кризис изобразительного метода Высокого Возрождения, созданного десятилетиями ранее великими флорентийскими и римскими художниками. Джорджо Вазари в своих «Жизнеописаниях» отметил: «Лука Синьорелли, превосходный живописец, о котором во временном порядке нам теперь надлежит сказать, в свои времена считался в Италии весьма знаменитым, а произведения его ценились так, как ничьи другие, в какое бы то ни было время, ибо в живописных своих произведениях он указал способ изображать нагое тело так хорошо, с таким искусством и с разрешением таких трудностей, что оно кажется живым».
М. Дворжак писал об этой работе Синьорелли:

 «Он был учеником Пьеро делла Франческа, но представлял собой полную противоположность своему учителю: ему было свойственно влечение к страстной драматизации воплощаемого, а не к раздумьям и поискам… Фрески Синьорелли до некоторой степени напоминают большие стенные росписи XIV столетия в Кампо Санто в Пизе, хотя они и не достигают их мощи и убедительности. Это — большие идеальные композиции, в которых небесное и земное, естественное и сверхъестественное, ограниченное во времени и непреходящее, конечное и бесконечное сочетаются в эпическом свершении и картинных видениях. В то время как во фресках позднего Средневековья и раннего Возрождения иррациональность выражалась… в обобщённости и типичности фигур — благодаря чему композиция и фигуры объединяются в грандиозном и целостном воздействии, — у Синьорелли царит разлад, причём в двояком отношении. В первую очередь — в изображении героев этой последней трагедии человечества. Однажды их сравнили с иллюстрациями в анатомическом атласе… Широкая концепция противоречит натуралистически иллюстративному характеру… Как бы ни поражали нас многообразие и виртуозность передачи фигур, в целом замысел оказывается бледным и лишённым фантазии, почти детским, и если попытаться вникнуть в него, то и фигура и всё воплощаемое событие покажутся искажающими реальность. Аналогичная двойственность господствует и в изображении пространства… Жёстко очерченные, холодно трактованные фигуры… производят впечатление парящих в воздухе марионеток»
.

## Галерея

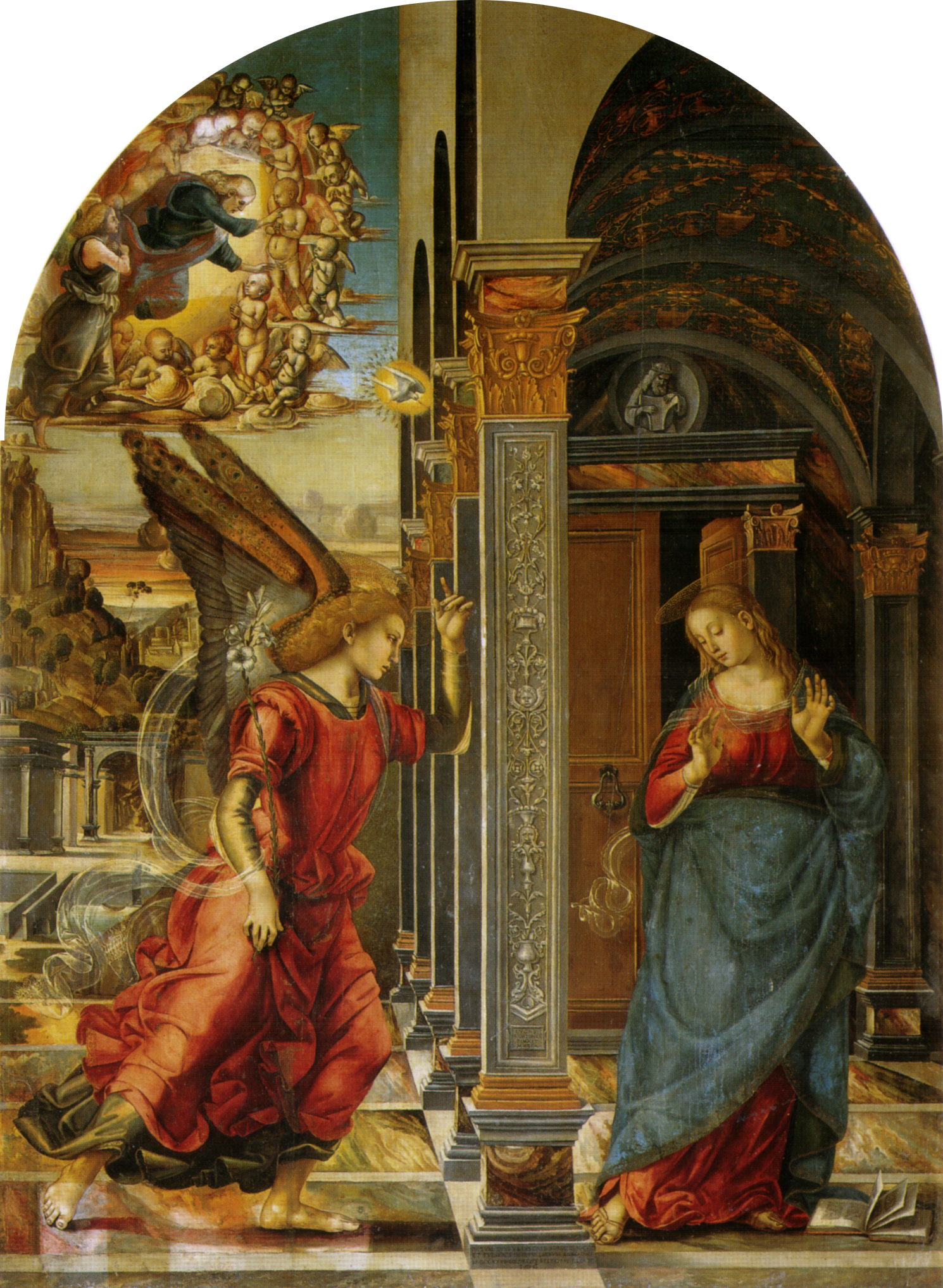
Благовещение. Дерево, масло. Вольтерра, Городская пинакотека
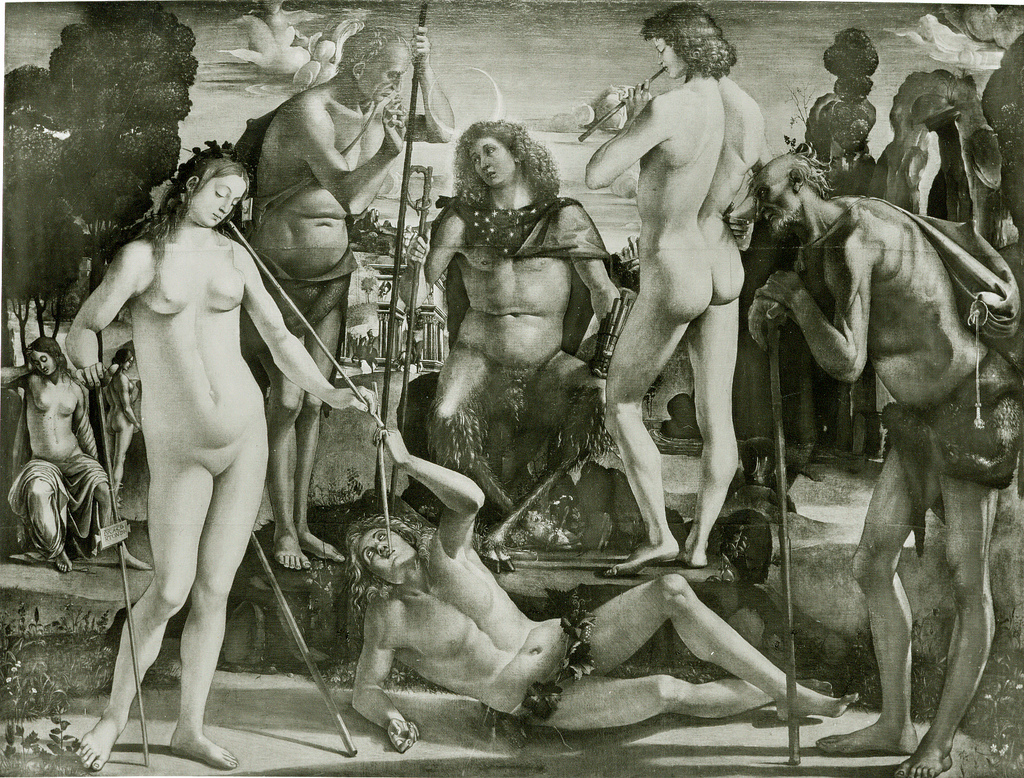
Воспитание Пана. 1490. Холст, темпера (не сохранилась)
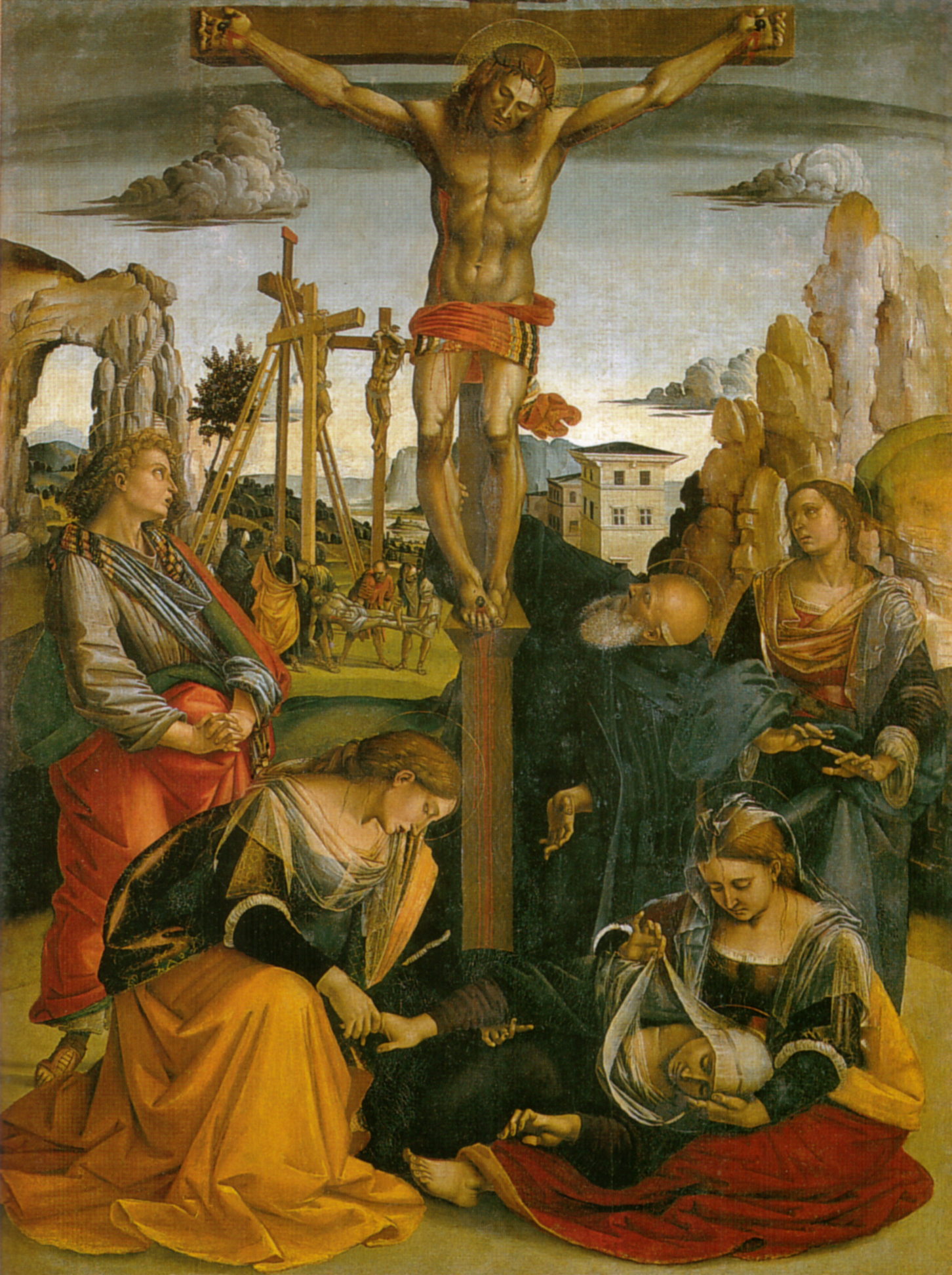
Распятие. 1502. Дерево, масло. Сансеполькро, Городской музей
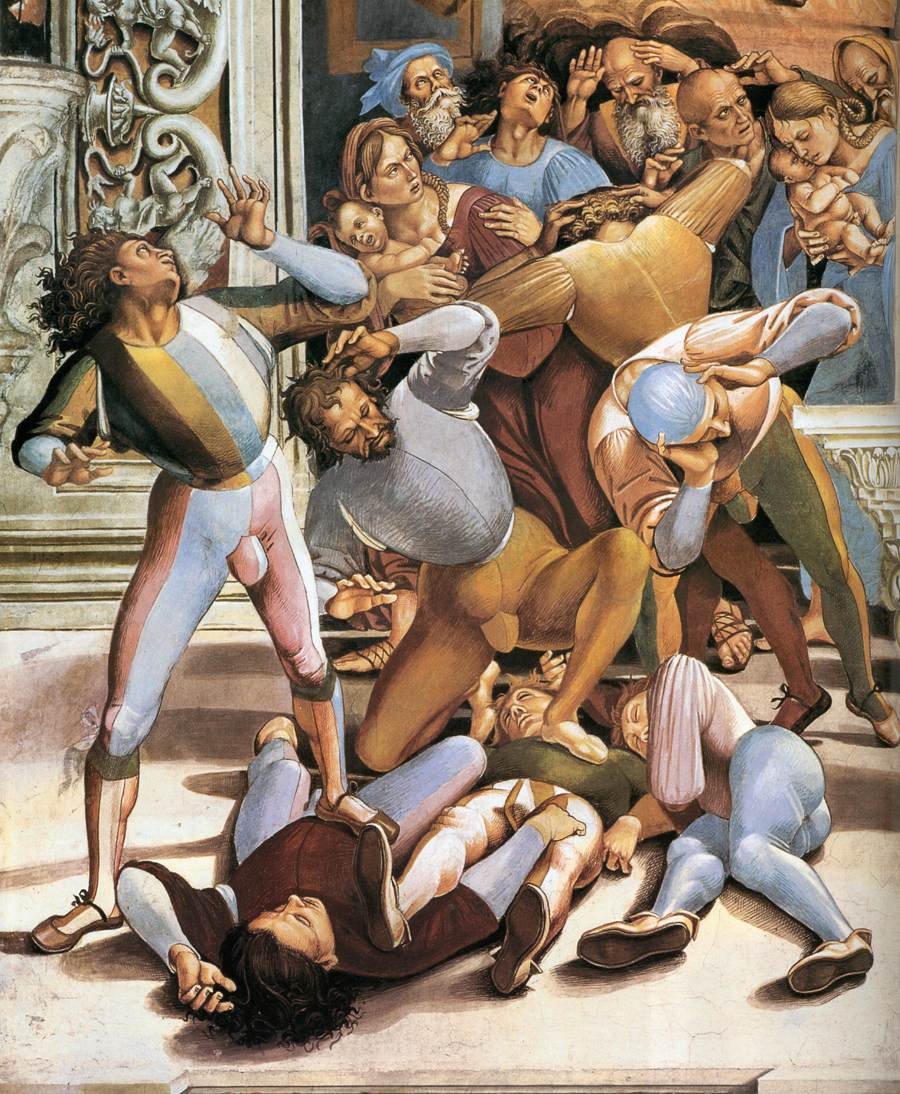
Апокалипсис. Деталь.
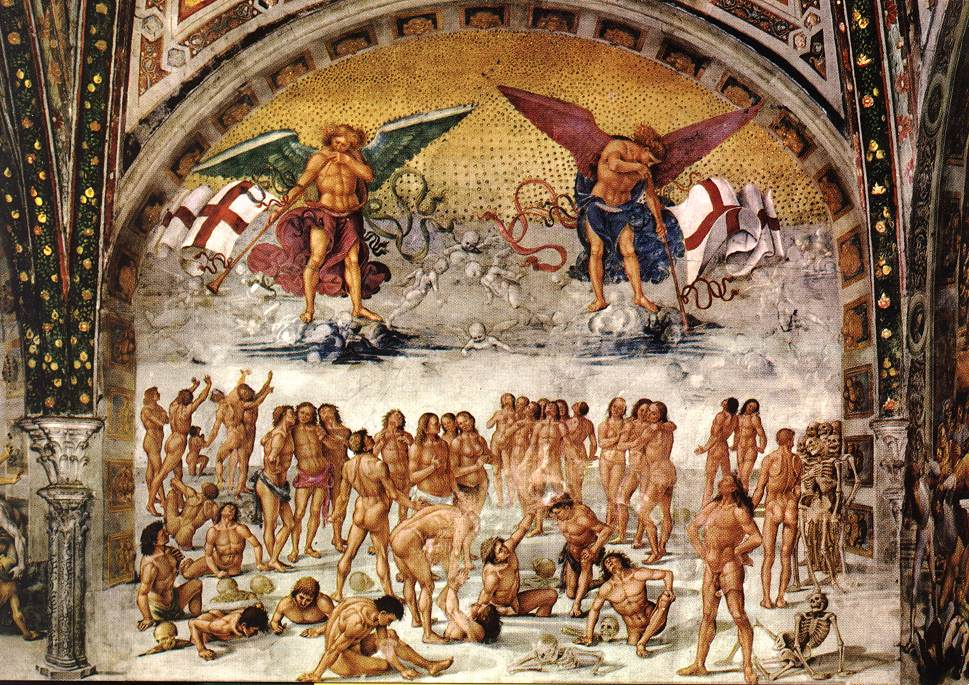
Л. Синьорелли. Воскресение во плоти. Капелла Мадонны ди Сан-Брицио. 1499—1504. Фреска
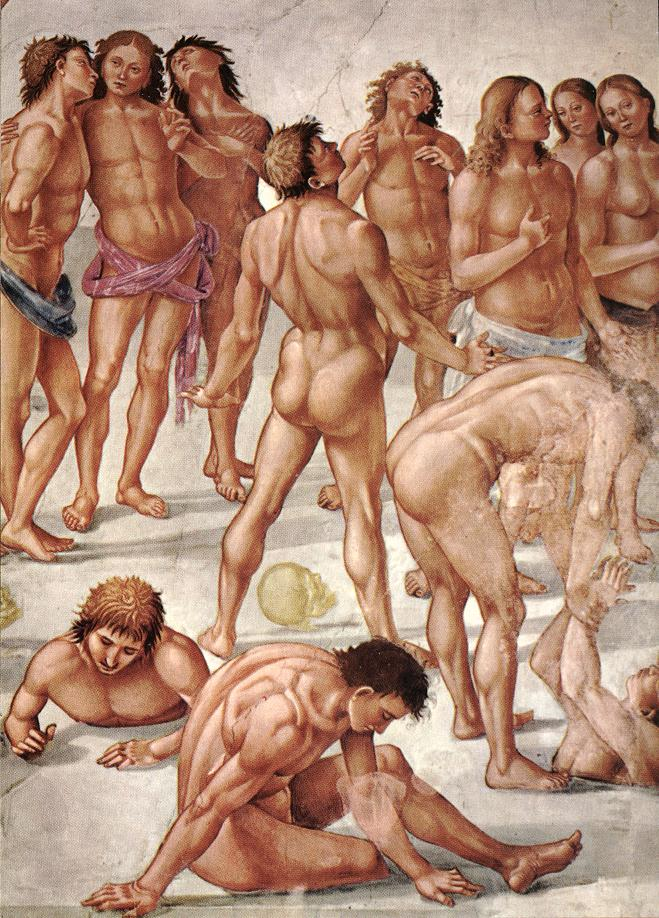
Воскресение во плоти. Деталь
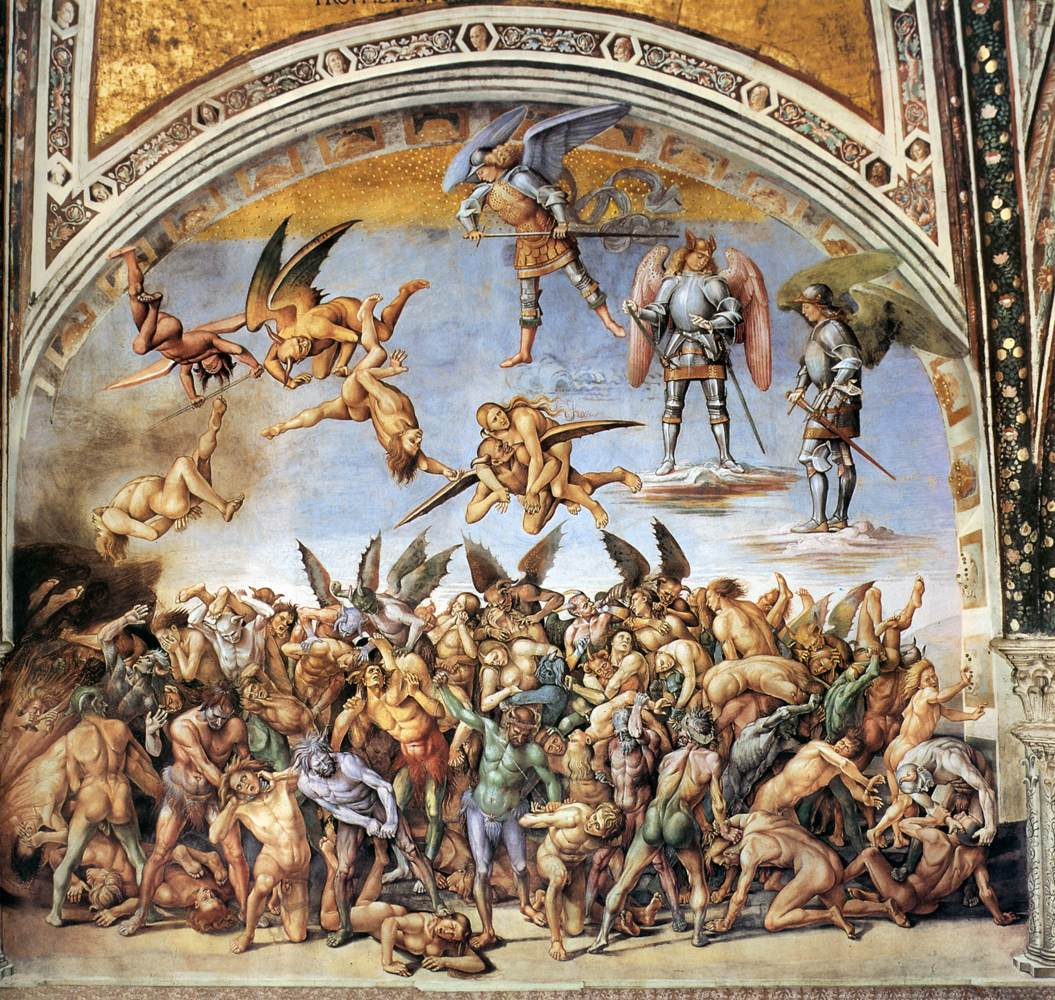
Проклятые в аду
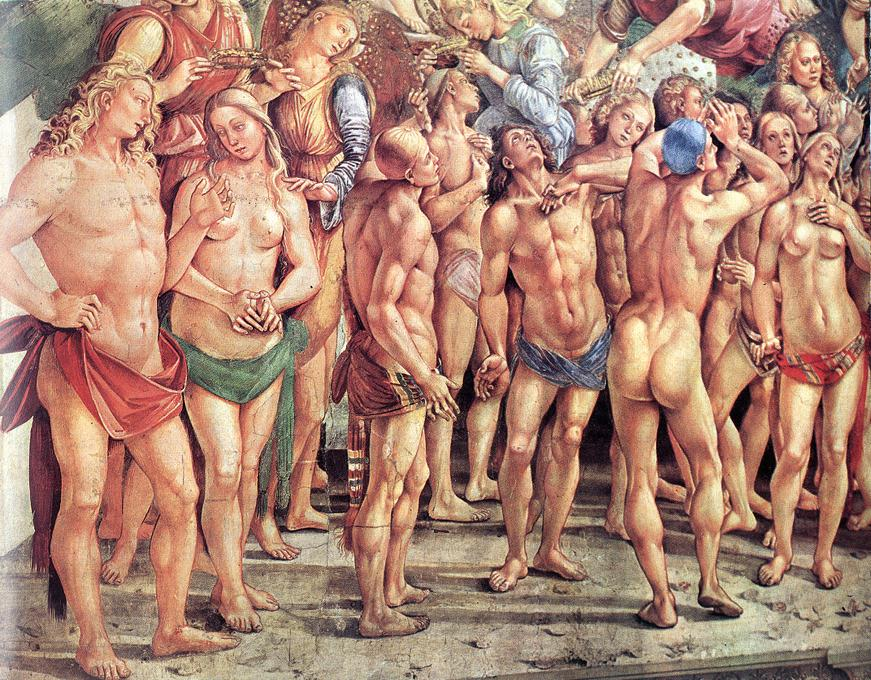
Избранные в Раю. Деталь
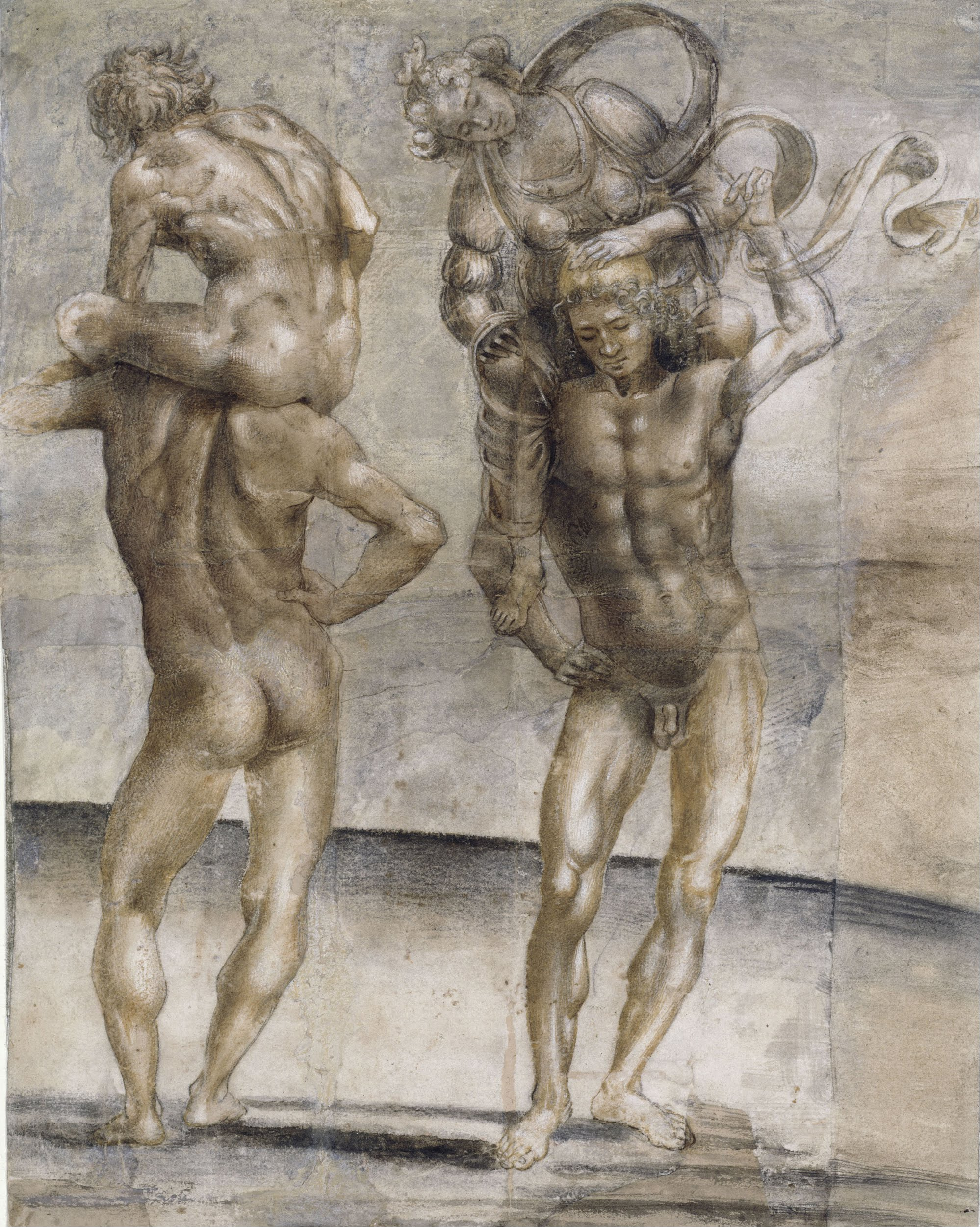
Два обнажённых юноши, несущие молодую женщину и молодого мужчину. Между 1490 и 1495 гг. Бумага, перо, чернила, сангина и чёрный мел. Гравюрный кабинет, Берлин